# Topčider

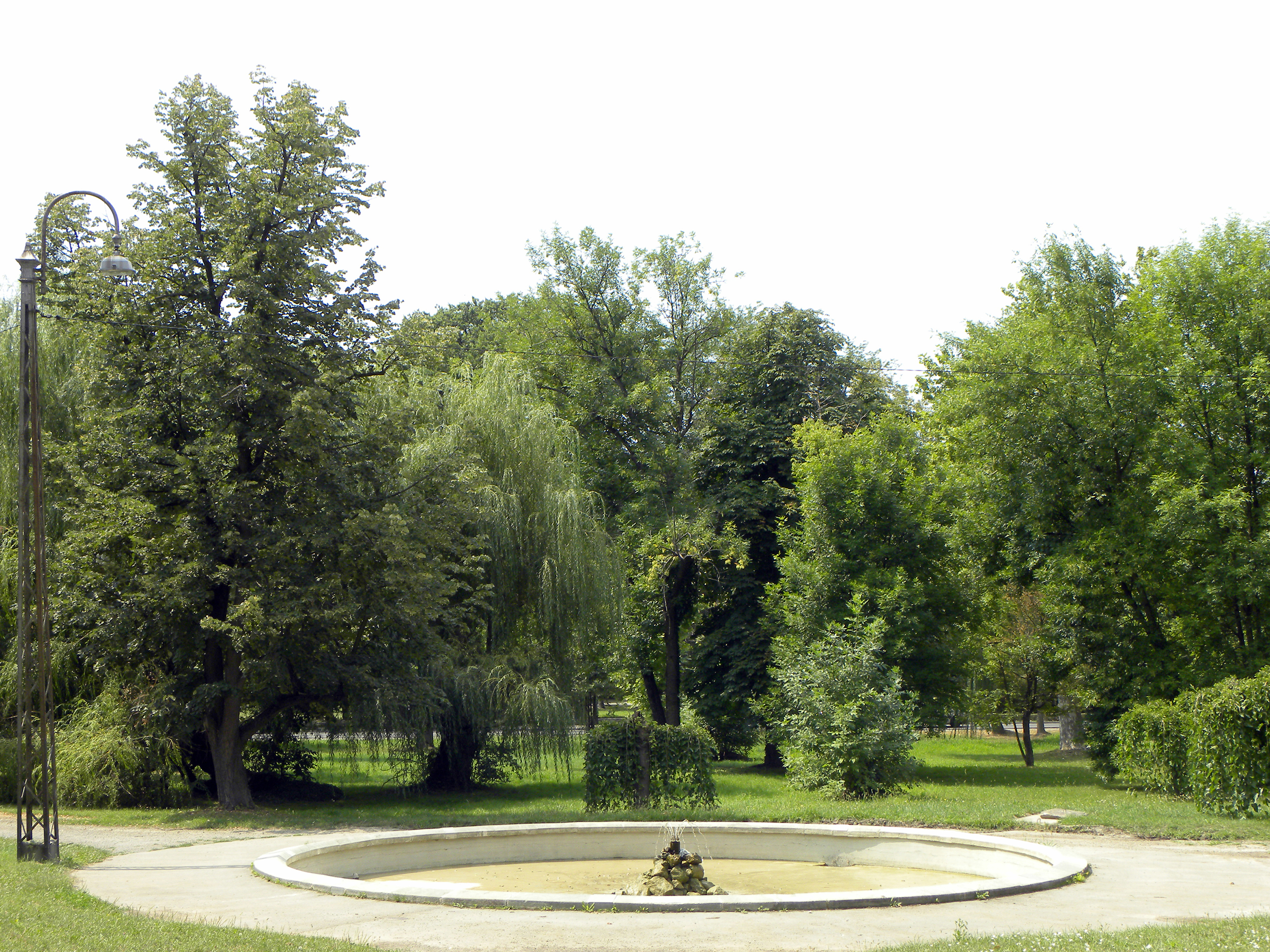
Brunnen im Topčider Park

Topčider (kyrillisch: Топчидер) ist eine südlich der Donau und östlich der Save gelegene Parkanlage im Stadtteil Savski Venac der serbischen Hauptstadt Belgrad.
Der Name Topčider leitet sich aus der türkischen Bezeichnung für „Kanonen-Tal“ (top = Kanone) ab und stammt aus der Zeit der osmanischen Belagerung von Belgrad im Jahr 1521. Die Osmanen haben in diesem Park ihre Kanonen gegossen (siehe auch Topçu).
Der Park Topčider erstreckt sich auf einer Fläche von 1113,36 Hektar im Tal des gleichnamigen Flusses, der in die Save mündet. Er gilt als einer der beliebtesten Ausflugsorte in der serbischen Hauptstadt.

## Geschichte
Die Parkanlagen wurden zu Beginn des 19. Jahrhunderts angelegt, nachdem sich dort zunächst nur Weingärten und die Sommerhäuser einiger vermögender Serben befanden. 1831 ließ Fürst Miloš Obrenović auf dem Gelände ein Palais, einige Cafés, eine Kirche und eine Kaserne errichten sowie eine Parklandschaft anlegen. Inmitten von Teichen entstand damit der erste Park Belgrads. Zwischen 1831 und 1833 wurden die bestehenden Kalkgruben von tschechischen Gärtnern mit Platanen sowie der zentrale Teil mit Blumen bepflanzt. Das „Blumenparterre“ ist symmetrisch zum Palais Miloš ausgerichtet und endet vor dem 1859 errichteten Steinobelisken.
Am 10. Juni 1868 wurde der serbische Fürst Mihailo Obrenović in Topčider ermordet. Bekannter ist allerdings, dass Gavrilo Princip, der Erzherzog Franz Ferdinand am 28. Juni 1914 in Sarajevo tötete und damit den Ersten Weltkrieg auslöste, in diesem Park von dem Geheimdienstler und Mitglied des serbischen Geheimbundes Schwarze Hand Milan Ciganović Schießunterricht bekam und so praktisch auf das Attentat von Sarajevo vorbereitet wurde.